# 인구 통계
인구 통계(人口統計)는 인구를 통계적으로 파악하고 그 결과를 수량적으로 나타낸 것이다. 인구는 사회의 구조와 변동의 동향을 나타내므로 인구 통계는 사회를 알기 위한 중요한 기초 자료이며, 사회 계획이나 정책을 세우기 위해서도 결여될 수 없는 자료이다.
인구 통계에는 인구 정태 통계(人口靜態統計)와 인구 동태 통계(人口動態統計)가 있다.

## 인구 정태 통계
인구 정태 통계(人口靜態統計)란 어느 특정한 시점에서 파악한 인구의 상태로서 이는 흔히 인구조사 센서스에 의해 조사되고 있다. 이것은 제1차적·기본적인 인구자료이기 때문에 근대국가는 나라 전체에 걸쳐 이를 정기적으로 실시하고 있다.
인구정태통계는 일반적으로는 인구조사로 파악되나 인구동태통계의 결과를 사용하여 거기에 출생수·전입수(轉入數)를 가산하고 사망수(死亡數)·전출수(轉出數)를 감하여 총인구를 추계(推計)할 수도 있다. 또한 어떤 시점의 총인구를 알고 있을 경우에는 그 이전의 어떤 시점의 총인구를 출생률·사망률 등의 동향에서 추계할 수도 있다. 혹은 전체가 아니라 일부분의 인구구조를 분석하여 전인구의 구조를 추계할 수도 있다. 이와 같이 기존의 인구자료를 기초로 하여 이로부터 추산해서 인구정태동계를 만드는 것은 흔히 하는 방법이며, 이로써 얻은 결과를 '추계인구(推計人口)'라고 부른다. 국세조사가 실시되고 있는 해에 발표되는 인구 등도 바로 이러한 것이다.

## 인구 동태 통계
인구 동태 통계(人口動胎統計)란 인구의 크기와 구조에 변동을 일으키는 요인인 출생·사망·이동·결혼·이혼 등의 발생수를 일정기간내(1년·1개월·1주·1일 등)에 있어서 조사한 통계이다.
인구동태통계는 흔히 등록제도·계출제도에 의해서 얻어질 수 있다. 인구동태에 관한 근대적 등록계출제도가 생겨나기 이전에는 유럽에서는 그리스도교회의 세례·결혼·매장기록에 의해서 인구동태가 추계되었다. 근대적 인구등록은 1748년에 스웨덴에서 입법화된 것이 최초이며, 그 후 각국이 이를 제도화하기에 이르렀으나, 인구동태통계의 조사사항은 개인의 사생활에 관계되기 때문에 이 계출의 강제에는 저항도 심했다. 개인주의가 극도로 발달한 미국에서 출생·사망계가 전국적으로 시행되게 된 것이 불과 1933년의 일이었음을 볼 때 이를 알 수 있다.

## 같이 보기
- 인구
- 인구통계학